# Sylvan Ebanks-Blake
Sylvan Augustus Ebanks-Blake, född 29 mars 1986 i Cambridge, är en engelsk fotbollsspelare som spelar som anfallare för Preston North End.

## Klubbkarriär

### Tidig karriär
Ebanks-Blakes första klubbar var Cherry Hinton Lions och Fulbourn Falcons i Cambridgetrakten. Han startade sin professionella karriär i Manchester United som ungdomsspelare trots att han var Liverpoolfan. Sin första match på seniornivå spelade han den 26 oktober 2004 mot Crewe Alexandra i Football League Cup. Ett år senare gjorde han sitt första mål på seniornivå mot Barnet i en annan League Cup-match.
Mot slutet av säsongen 2004–2005 skadade han benet och spelade inte mer den säsongen. När han tillfrisknat gjorde han ett hat trick i sin första match för Manchester Uniteds reservlag. Han fick sedan sitta på reservbänken i flera Champions League-matcher men fick inte spela. I januari 2006 blev han utlånad till Royal Antwerp i Belgien för att få speltid och mer erfarenhet, där gjorde han fyra mål på nio matcher.

### Plymouth Argyle
Ebanks-Blake återvände till England under sommaren och skrev på ett treårskontrakt med Football League Championship-klubben Plymouth Argyle den 14 juli 2006. Plymouth Argyle betalade Manchester United 200 000 £ till att börja med, men summan kunde komma att stiga till över 300 000 £ med add-ons. Ebanks-Blake var den nye managern Ian Holloways första spelarköp och han gick rakt in i startelvan.
Han gjorde tio mål under sin första säsong för laget, varav fyra i säsongens fem sista matcher. Säsongen 2007–2008 hade han gjort elva mål vid nyår, trots att han fått börja många matcher på bänken.

### Wolverhampton Wanderers
Ebanks-Blake målfarlighet gjorde att Wolverhampton Wanderers lade ett bud på 1 500 000 £ i januari månads transferfönster, detta gjorde att en utköpsklausul i kontraktet utnyttjades och han skrev på för dem den 11 januari 2008. Han fick en flygande start i den nya klubben och gjorde sju mål på de åtta första matcherna och utnämndes till månadens spelare i Football League Championship mars 2008. När säsongen var över hade han gjort 23 mål och vann skytteligan i Championship, säsongen 2008–2009 började han på ett liknande sätt med 14 mål på 22 matcher.

## Internationell karriär
Ebanks-Blake form gjorde att han togs ut till Englands U21-lag där han kom in som avbrytare i en vänskapsmatch mot Tjeckiens U21-landslag den 18 november 2008, som slutade 2–0 till England.